# Estado SS de Borgoña

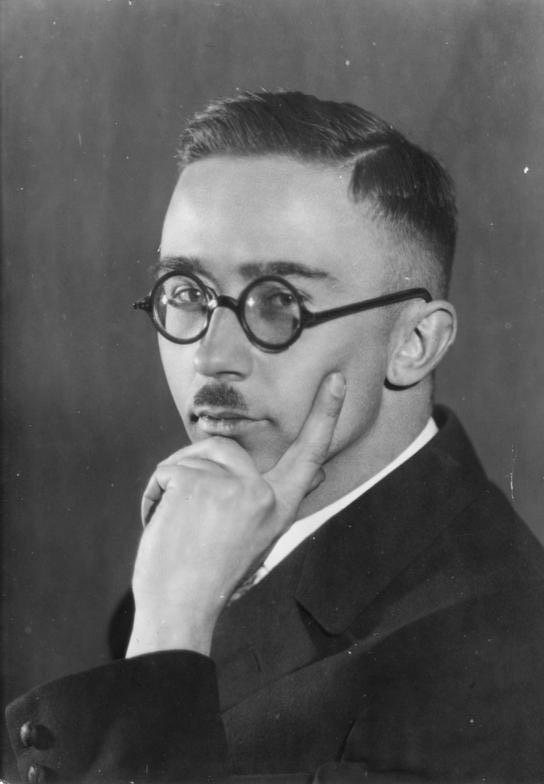
Imagen de Archivos Federales 146II-783, Heinrich Himmler

El Estado SS de Borgoña (en alemán: SS-Staat Burgund) u Orden-Estado de Borgoña (en alemán: Ordensstaat Burgund, una referencia histórica al Estado de la Orden Teutónica) fue un estado propuesto, bajo el liderazgo de la Alemania nazi, especialmente las SS, que esperaban crear en ciertas áreas de Europa occidental durante la Segunda Guerra Mundial.

## Historia
El nombre "Borgoña" en sí (derivado de los burgundios, una antigua tribu germánica) es un término vago, geográficamente hablando. Se ha hecho referencia a un gran número de países y regiones diferentes a lo largo de la historia con este nombre o controlado por un estado con sede en Borgoña.
El defensor más abierto de recrear un Estado de Borgoña controlado por los alemanes fue el Reichsführer-SS Heinrich Himmler. Según Himmler, Borgoña, a la que llamó "antiguo centro económico y cultural", había sido "reducida a nada más que un apéndice francés, conocido solo por su producción de vino". Este plan implicaba la transformación de Borgoña en un Estado modelo ubicado nominalmente fuera del Gran Reich Alemán, pero sin embargo regido por un gobierno nacionalsocialista y que también tendría su propio Ejército, leyes y servicios postales. Se suponía que abarcaría la Suiza francesa (Romandía), Picardía con Amiens, el distrito de Champaña con Reims y Troyes, el Franco Condado con Dijon, Chalons y Nevers, Henao y Luxemburgo (Bélgica). También debía tener una conexión tanto con el Mar Mediterráneo como con el Canal de la Mancha. El asiento administrativo y de capital se propuso provisionalmente como Dijon o Nancy (Nanzig) como su capital. Su idioma oficial sería el alemán, pero inicialmente también el francés.
Si estos fueron simplemente los sueños personales de Himmler o, como él afirmó, disfrutaron del pleno apoyo de Adolf Hitler no es concluyente en el registro histórico. El propio objetivo de Hitler para Francia era eliminarla permanentemente como una amenaza estratégica para la seguridad alemana. De hecho, la campaña de 1940 en Europa Occidental se llevó a cabo por completo para asegurar su flanco occidental antes de que Alemania comprometiera a sus ejércitos a conquistar el Lebensraum a la Unión Soviética. Con esto en mente, se hicieron amplios planes para que Francia pudiera reducirse a un Estado menor y un vasallo alemán permanente y se mantuviera firmemente en el estado de dependencia en el que se había encontrado después del armisticio de 1940.
Por petición de Hitler, se produjo un plan después de la caída de Francia en 1940 que proporcionaría la anexión directa a Alemania de una gran franja del este de Francia al reducirlo a sus fronteras medievales tardías durante el Sacro Imperio Romano Germánico. Este memorando, producido por el Ministerio del Interior del Reich, forma la base de la llamada línea noreste que separó la "zona prohibida" de la Francia ocupada por los alemanes del resto de las áreas bajo control militar. Propuso la deportación de sus habitantes franceses y el asentamiento de un millón de campesinos alemanes. Consideró que estas áreas, así como Valonia, eran "en realidad alemanas" y, por lo tanto, deberían reintegrarse.
En 1942, Hitler mencionó que la antigua área del Reino de Borgoña, que Francia "había tomado de Alemania en su momento más débil", también tendría que anexarse a la Alemania nazi "después de" la incorporación de la zona prohibida, pero a qué áreas él se refirió por esta declaración sigue sin estar claro.

## Bretaña
También hubo propuestas para una Bretaña independiente como Estado tapón. El propio Hitler mencionó esta intención al menos en una ocasión a sus líderes militares, pero al final pareció tener poco interés en el proyecto.